# Ayre and Sons
Ayre & Sons, Ltd. was een warenhuisketen in de Canadese provincie Newfoundland en Labrador. De keten werd in 1859 opgericht in St. John's, Newfoundland door Charles R. Ayre. Ayre opende zijn vlaggenschipwinkel op Water Street in St. John's in 1859.
Nadat het tot dan toe onafhankelijke Dominion Newfoundland in 1949 bij de Canadese Confederatie kwam, opende Ayre's in de jaren zestig nog meer winkels in de provincie, met locaties in Mount Pearl, Carbonear, Corner Brook en Wabush. Een locatie in de Avalon Mall in St. John's werd gelijktijdig met het winkelcentrum geopend in 1967. Het bedrijf begon echter in de jaren 1980 financiële problemen te ondervinden en in 1991 vroeg Ayre and Sons het faillissement aan.

## Ayre's Supermarkten
Ayre's begon in de jaren 1960 ook supermarkten te openen, onder de naam Ayre's Supermarkets. In 1963 werd de keten verkocht aan Dominion Stores Ltd., met zes vestigingen in de omgeving van St. John's (vijf in St. John's en één in Mount Pearl), en supermarkten in Carbonear en Corner Brook. Als gevolg hiervan werden de Ayre's Supermarkets omgedoopt tot Dominion. Na de verkoop van Dominion aan A&P Canada werden de Dominion-winkels in Newfoundland en Labrador in 1987 doorverkocht aan lokale eigenaren en vervolgens samengevoegd met twee kleinere lokale ketens. Het nieuwe moederbedrijf kreeg de naam Amalco Foods, maar de merknaam van de gecombineerde keten bleef 'Dominion'. In 1995 werd de gefuseerde keten overgenomen door Loblaw Companies Limited .

## Locaties
- St. John's
  - Water Street - De oorspronkelijke vlaggenschipwinkel van Ayre and Sons, geopend in 1859.
  - Avalon Mall - Ayre's warenhuis. Geopend in 1967. Na een grootscheepse renovatie in 1993 werd het winkelcentrum omgebouwd tot een uitbreiding.
  - Churchill Square - Ayre's supermarkt. Werd een Dominion-winkel tot 2007, waarna Loblaw de winkel omdoopte tot SaveEasy.
  - Summerville - Ayre's supermarkt. Gelegen in een klein winkelcentrum aan Elizabeth Avenue bij Paton Street. De Dominion-winkel werd in 1994 gesloten.
  - Parade Street - Ayre's supermarkt - was een Dominion-winkel tot 21 december 1992, toen het werd verwoest door een grote brand, waarbij ook verschillende andere gebouwen en bedrijven verloren gingen.
  - Hamilton Avenue - Ayre's supermarkt - werd tot 1995 een Dominion-winkel.
  - Torbay Road Mall - Ayre's supermarkt - was een Dominion-winkel tot 1993, waarna deze verhuisde naar een toen grotere winkel op Newfoundland Drive.
- Mount Pearl - Centennial Square (Commonwealth Avenue) - Ayre's supermarkt. Later werd de winkel een Dominion-winkel tot 1993. Destijds gesloten en verplaatst naar het Pearlgate Mall. Deze laatste werd tot het werd overgenomen door Loblaw geëxploiteerd onder de naam "Dominion Marketplace". In 1997 opende Coleman's Supermarket (een lokale supermarktketen gevestigd in Corner Brook) haar deuren in de voormalige winkel. Dit is hun eerste vestiging in de omgeving van St. John's.
- Carbonear
- Corner Brook - Deze supermarkt heette Ayre's supermarkt en was gevestigd in het Corner Brook Plaza. Het was een Dominion-winkel tot 2002, toen het verhuisde naar een grotere winkel in de 'big box'-ontwikkeling op Murphy Square.
- Wabush